# Hector Terrones
Hector Terrones (Ciudad de México, México, 1966) es un diseñador de moda mexicano conocido por su trabajo en televisión.

## Primeros años
Héctor nació en la Ciudad de México en el seno de una familia de industriales, propietarios de la empresa Plásticos Terrones.
Estudió la carrera técnica en Máquinas y Herramientas en el Centro de Estudios Científicos y Tecnológicos 1 "Gonzálo Vázquez Vela" del Instituto Politécnico Nacional. Posteriormente, estudió diseño de moda en la Universidad Jannette Klein; desde 1987 trabajó como diseñador en la fábrica de Vestiniña empalmándolo con sus estudios. La marca trabajaba con licencias de Halston y Guy Laroche y el trabajo de Héctor consistía en adaptar las colecciones de las casas de moda para el público infantil. Cuatro años después dejaría su puesto para emprender su primer taller de moda. El cual cerraría al poco tiempo por problemas de financiamiento y amenazas de muerte.
En 1992 regresa a su alma mater para trabajar como docente durante 3 años.

## Carrera
Abrió su marca en 1995 registrándola como HECTOR TERRONES (en mayúsculas y sin acentos), enfocándose en un principio en vestidos de novia.  

### Televisión
Comenzó su trabajo en Televisión con una sección de moda en Hoy, tras mudarse de estudio, tuvo otra sección del mismo tema en el Canal 4 XHTV que repuntó en índice de audiencia después de los Atentados del 11 de septiembre de 2001, debido a la decisión de la producción de no hablar del tema en su transmisión. Posteriormente fue contratado por Televisa para trabajar en el programa Vida TV presentando sus colecciones quincenalmente.

### Barbie by Terrones
En 2007 es contratado por Mattel para hacer una colección inspirada en Barbie. Esta se presentó en la primera edición de Fashion Week Mexico (Primavera/Verano 2008) y consistió en 25 looks inspirados en la muñeca en 15 modelos usando pelucas rubias y maquilladas a usanza de la muñeca.

A pesar de la expectativa que causó el evento y aún después de haber recibido buenas críticas, la colección nunca salió a la venta. De acuerdo con Terrones esto se debió a un acto de discriminación por parte de la empresa.
"En 72 horas se hablaba de la colección de manera orgánica en 65 países en el 2007, aún así, como los dueños de Mattel eran unos WASP no me quedé con el contrato ¿Cómo iba a ser el chief manager de Mattel un homosexual latino? Eso es importante..."
Se planeaba que la colección se distribuyera en Macy's.

## Estilo
Aunque es reconocido por el uso de corsés en sus diseños y su inspiración en la época victoriana y el barroco; de acuerdo con las autoras Lisa Shaw y Stephanie Dennison
Él "opta por diseños que yacen en algún lugar entre la moda y el arte [...] aún así no aspira capturar nada específicamente mexicano en su trabajo, más bien busca responder a las tendencias de la alta costura internacional y proveer soluciones prácticas a ocasiones especiales". 
Cabe destacar que en el año 2000 la revista Paris Match lo definió como "creador anticonformista y ardiente defensor de la feminidad".

## Filmografía
- Manos Libres (2005)
- Clase 406 (2006)[9]
- Soy famoso, ¡sácame de aqui! (2022)[10]

## Exposiciones
- El Arte de la Indumentaria y la Moda en México, Palacio de Iturbide, 2016.[11]

## Premios
- Fashion Group International: Premio a la Trayectoria, 2016.

## Trivia
Héctor hace un cameo en el capítulo "El periodo de Bibi" de la primera temporada de La familia P. Luche.